# Helle Hellberg
Hellä (Helle) Axa Aurora Hellberg, född 1 november 1884 i Mariehamn, död 21 februari 1980 i Helsingfors, var en finländsk författare. 
Hellbergs föräldrar var skräddaren Lars Hellberg och Viktoria Hellberg. Hon utbildade sig vid Ekenäs Seminarium till folkskollärare och var verksam på olika håll, bland annat i Tengsöda, Borgnäs, Nystad och Esbo, där hon också gjorde stora insatser inom ungdomsrörelsen. Hon var ordförande för Esbo Västra ungdomsförening 1927-1929. Efter en svår olycka förtidspensionerades hon 1934 och ägnade sig sedan helt åt sitt författarskap. Hon blev hedersmedlem i Finlands Svenska Författareförening 1977.
Hon är framför allt småfolkets envetna skildrare i finlandssvensk litteratur. Efter den tidiga debuten med Folk i skären (1913) gav hon ut en rad novellsamlingar med psykologiskt övertygande porträtt av människor i samhällets utkant. Böcker som Skymningens barn (1948), Spelmännen (1949), Amaryllis (1951) och Spegelmakaren och aftonstjärnan (1954) är höjdpunkter i ett författarskap som språkligt sett ofta fick en modernistisk förtätning. Det blir tydligast i den korta berättelsen Russinen (Amaryllis) som gestaltar en medvetandeström i gränslandet mellan realism och absurdism. Miljömässigt återvände hon ofta till sin åländska hembygd men hennes folklivsskildring är fjärran från det konventionella. Det viktiga är inte ett yttre händelseförlopp utan det som sker mellan människor, inne i själva replikerna. Hennes romaner, främst bland dem Far och dotter (1955) och Inför havet (1960), blir ibland lösa i konturen och saknar novellernas verbala stringens. Men även här var hon en samhällskritisk föregångare med berättelserna Livet, det är viktigt (1943) och Neckermans (1944), som utspelas i nyländsk statarmiljö. Minnesbilder från barndomens Mariehamn ingår i Stränders blommor (1961). Hon skrev också ett tiotal pjäser som uppfördes i Finlands rundradio. Hennes bästa noveller finns samlade i urvalen – och skymningen föll (1956) och Pärlhönan (1984).

## Verk
- Folk i skären (1913)
- En flickhistoria (1916)
- Våren (1918)
- I lilla Eden (1922)
- Glorias gåva (1923)
- Livet, det är viktigt... (1943)
- Neckermans (1944)
- Land och sjö famna varandra (1945)
- Skymningens barn (1948)
- Spelmännen (1949)
- Stigen över ängarna (1950)
- Amaryllis (1951)
- Länsmanskröken (1952)
- Nya noveller (1952)
- En kvällspromenad (1953)
- En midsommarvaka (1953)
- När rågen blommar (1953)
- Spegelmakaren (1954)
- Den långa väntan (1955)
- Far och dotter (1955)
- — och skymningen föll (1956)
- Träsnidaren (1956)
- Intermezzo (1957)
- Livias bröllopsfest (1957)
- Carolus (1958)
- Stranden (1959)
- Inför havet (1960)
- Mr. Rickhert (1960)
- Stränders blommor (1961)
- Hädelsen (1963)
- Kaptenen (1964)
- Regina (1966)
- Gästen i vita villan (1967)
- Den svåra våren (1968)
- Sista noveller (1972)
- Pärlhönan (1984)[4]